# Thalheim (Sajonia)
Thalheim es un municipio situado en el distrito de Erzgebirge, en el estado federado de Sajonia (Alemania), a una altitud de 450 metros. Su población a finales de 2016 era de unos 6300 habs. y su densidad poblacional, 580 hab/km².